# Voo Pacific Southwest Airlines 1771
O Voo PSA 1771 foi um voo regular de passageiros programado de Los Angeles, Califórnia, para San Francisco, usando uma aeronave British Aerospace 146. Em 7 de dezembro de 1987, ele caiu em Cayucos, Califórnia, como resultado de um assassinato-suicídio por um dos passageiros. Todos os 43 passageiros e tripulantes a bordo do avião morreram, cinco dos quais, incluindo os dois pilotos, foram presumivelmente mortos antes do ataque do avião. O homem que causou o acidente, David A. Burke, era um ex-funcionário da US Airways, a empresa-mãe da Pacific Southwest Airlines que foi demitido após ser acusado de um roubo na companhia. E como forma de vingança, matou a tripulação do voo e derrubou o avião. Uma dramatização do incidente foi retratada na série documental de TV Mayday.

## Acidente
A USAir (desde 2015 American Airlines) comprou recentemente a Pacific Southwest Airlines (PSA). David A. Burke, um especialista em limpeza de aeronaves, foi recentemente demitido pela USAir por roubo de US$ 69 de recibos de cocktails no voo e também havia sido suspeitado de outros roubos, incluindo recibos totalizando milhares de dólares. Depois de se encontrar com Ray Thomson, seu gerente, em uma tentativa infrutífera de ser reintegrado, Burke comprou uma passagem no voo 1771 da PSA, um voo diário do Aeroporto Internacional de Los Angeles (LAX) para o Aeroporto Internacional de São Francisco (SFO). Thomson era um passageiro no voo, que ele regularmente tomava para seu trajeto diário de seu local de trabalho em Los Angeles para sua casa na região de San Francisco.
O voo 1771 partiu de Los Angeles às 15:31, para San Francisco. Estava programado para chegar a San Francisco às 16:43, depois de um tempo de voo de 1 hora e 12 minutos.
Usando suas credenciais de funcionários da USAir sem receita, Burke, armado com um revólver 44 Magnum carregado, no qual que ele havia emprestado de um colega de trabalho, conseguiu ignorar o ponto de controle normal de segurança do passageiro no Aeroporto Internacional de Los Angeles. Depois de embarcar no avião, Burke escreveu uma mensagem em uma bolsa de ar. Não se sabe se ele deu a mensagem para Thomson para ler antes de atirar nele:
"Olá Ray. Acho que é irônico que acabemos assim. Pedi alguma indulgência para a minha família. Lembre-se? Bem, não tenho nada e você não conseguirá nada".
À medida que a aeronave, uma aeronave britânica British Aerospace 146-200A de quatro motores, navegava a uma distância de 22.000 pés (6.700 m) sobre a costa central da Califórnia, a caixa preta (CVR) gravou o som de alguém entrando e saindo do lavatório. No episódio de Mayday sugere que este foi Burke entrando no lavatório para desenhar seu revólver discretamente, possivelmente carregando e dando a Thomson tempo para ler a nota antes de matá-lo. Gregg Lindamood, o piloto de 44 anos, e o co-piloto James Nunn, de 48 anos, pediam ao controle de tráfego aéreo sobre a turbulência quando a caixa preta pegou o som de dois tiros que foram disparados na cabine.
A teoria mais plausível sobre o que aconteceu foi deduzida do padrão e volume audível dos tiros na caixa preta. De acordo com o episódio da série Mayday, é provável que Burke atirou primeiro, duas vezes em Thomson. O assento de Thomson nunca foi recuperado. Parte de um assento que foi identificado a partir de seu número de série como sendo diretamente atrás do Thomson foi encontrado para ter dois buracos de bala nele. Devido ao poder do revólver, as balas devem ter percorrido o corpo de Thomson, o assento e depois o banco atrás. O co-piloto Nunn informou imediatamente ao controle de tráfego aéreo que um tiro a bordo aconteceu e nenhuma transmissão adicional foi recebida da tripulação. Nesse ponto, a caixa preta registrou a abertura da porta da cabine e a estacionária de bordo Deborah Neil dizendo à equipe da cabine: "Nós temos um problema!" para o qual o capitão Lindamood respondeu: "Qual é o problema?" Um tiro foi ouvido, era Burke disparando na aeromoça e falou: "Eu sou o problema". Ele então disparou mais dois tiros. Provavelmente, ele atirou no piloto e no copiloto, não se sabe se morreram na hora. Vários segundos depois, a caixa preta recuperou o aumento do ruído do pára-brisa quando o avião acelerou. Os restos do gravador de dados de voo (FDR) indicaram que Burke empurrou a coluna de controle para um estol.
Um último tiro foi ouvido, seguido pouco depois por um súbito silêncio. É provável que Burke matou Douglas Arthur, o chefe de pilotos da PSA em Los Angeles, que também estava a bordo como passageiro e que talvez estivesse tentando chegar ao cockpit para salvar a aeronave. Havia especulações de que Burke se atirasse, embora isso pareça improvável, porque um fragmento da ponta do dedo de Burke ficou preso no gatilho quando os investigadores encontraram o revólver. Isso indicou que ele estava vivo e ele estava segurando a arma até o momento do impacto. O avião caiu às 16h16 nas montanhas de Santa Lucia perto de Paso Robles e Cayucos, explodindo imediatamente no impacto. Estima-se que o avião tenha caído um pouco mais rápido do que a velocidade do som, em torno de 770 mph (1.240 km/h), se desintegrando instantaneamente. Com base na deformação da caixa de gravador de dados da caixa preta de aço endurecido, a aeronave experimentou uma desaceleração de 5.000 vezes a força da gravidade (força G) quando atingiu o solo. Estava viajando em um ângulo de aproximadamente 70 graus em direção ao sul. O avião atingiu uma encosta rochosa, deixando uma cratera com menos de dois pés (0,6 m) de profundidade e quatro pés (1,2 m) de diâmetro no solo. Os corpos de 27 passageiros nunca foram identificados, pois estavam bastante mutilados.
Depois que o local do acidente foi localizado por um helicóptero da CBS News, pilotado por Bob Tur, os investigadores do National Transportation Safety Board (NTSB) foram acompanhados pelo Federal Bureau of Investigation (FBI). Depois de dois dias de procurar o que restava do avião, eles encontraram as partes de uma arma de mão contendo seis cartuchos de cartucho usados e a nota na bolsa de ar escrita por Burke, indicando que ele pode ter sido responsável pelo acidente. Os investigadores do FBI conseguiram levantar uma cópia de um fragmento de dedo preso no guarda-gatilho da pistola, que identificou positivamente Burke como segurando a arma quando a aeronave caiu. Além das evidências descobertas no local do acidente, outros fatores surgiram. O colega de trabalho de Burke admitiu ter lhe emprestado a arma, e Burke também havia deixado uma mensagem de despedida no atendedor de chamadas da namorada.

## David A. Burke
David A. Burke (Jamaica, 18 de maio de 1952 - Cayucos, Estados Unidos, 7 de dezembro de 1987) nasceu de pais jamaicanos que vivem na Grã-Bretanha. Burke mais tarde emigrou para os Estados Unidos com seus pais. Ele havia trabalhado anteriormente para uma companhia aérea em Rochester, Nova York, onde ele era um suspeito em um tráfico de drogas que trazia cocaína da Jamaica para Rochester pela companhia aérea. Ele nunca foi oficialmente acusado e teria sido deslocado para Los Angeles para evitar futuras suspeitas. Algumas ex-namoradas, vizinhos e oficiais da lei o descreveram como um homem violento antes dos eventos do voo 1771. Ele teve sete filhos, mas nunca se casou.

## Consequências
Várias leis federais foram aprovadas após o acidente, incluindo uma lei que exigiu "apreensão imediata de todas as credenciais de funcionários de companhias aéreas e aeroportos" após a rescisão de um funcionário de uma companhia aérea ou posição de aeroporto. Uma política também foi implementada, estipulando que todos os funcionários da tripulação de voo e do aeroporto deveriam estar sujeitos às mesmas medidas de segurança que os passageiros das companhias aéreas.
O acidente matou o presidente da Chevron dos EUA, James Sylla, juntamente com três dos executivos de assuntos públicos dessa empresa. Também morreram três funcionários da Pacific Bell, levando muitas grandes corporações a criar políticas que proibiram viagens de grupo por executivos no mesmo voo.

## Reconstituição
Um episódio da série de TV canadense Mayday apresentou a história desse acidente. O episódio é intitulado "I'm the Problem" ("Eu sou o Problema" [Portugal] / "Desaparecido do Radar" [Brasil]).